# Por ti (canción de Belanova)
«Por ti» es el segundo sencillo del álbum Dulce Beat del grupo mexicano de pop electrónico, Belanova. Fue lanzado en octubre de 2005 en México y Latinoamérica, logrando llegar a la posición número 1 del conteo mexicano de descargas y de otros conteos internacionales.

## Video musical
El vídeo musical fue filmado en la Ciudad de México y fue dirigido por Oliver Castro. Fue estrenado el 1 de noviembre de 2005. Logró posicionarse en los primeros lugares de conteos musicales como Los 10+ pedidos de MTV México, Top 10 de Telehit y Top 10 de TV Azteca. Además cuenta con el récord del vídeo con mayor número de veces en el puesto número 1 del Top 20 de MTV Latinoamérica.

## Posicionamientos
| Conteo (2005)                           | Posición máxima                |
| --------------------------------------- | ------------------------------ |
| Top 100 de México                       | 1 (por 8 semanas consecutivas) |
| Los 10+ pedidos de MTV México           | 1                              |
| Top 20 de MTV México                    | 1                              |
| Conteo (2006)                           | Posición máxima                |
| Conteo de descagras digitales en México | 1                              |
| U.S. Billboard Hot Latin Tracks         | 37                             |
| U.S. Billboard Latin Pop Songs          | 11                             |
| Top 50 Latinoamericano                  | 6                              |

- Datos: Q7229914